# Abbottina obtusirostris
Abbottina obtusirostris, manja slatkovodna riba iz porodice šarana (Cyprinidae) u gornjem toku rijeke Yangtze u Kini Szechwan. Naraste svega do 7.8 centimetara.
Sinonim joj je Pseudogobio obtusirostris. U Kini je vernakularno poznata pod nazivima 鈍吻棒花魚 i 钝吻棒花鱼.
- Abbottina obtusirostris
- Abbottina obtusirostris